# Миронов, Фёдор Васильевич
Фёдор Васильевич Миро́нов (1910 — неизвестно) — новатор производства, забойщик шахты имени И. В. Сталина треста «Прокопьевскуголь» (Кузбасс).

## Биография
Родился в 1910 году.
К началу Великой Отечественной войны работал в бригаде, осваивавшей добычу угля с помощью щитовой системы отработки пластов с пневмо- и гидрозакладкой выработанного пространства. За 1941 и 1942 годы выдал 12 эшелонов угля сверх плана. Внёс десятки рационализаторских предложений по усовершенствованию щитов, внедрение которых обеспечило значительную экономию металла, лесоматериалов и взрывчатых веществ.
В 1942 году среднемесячная добыча в бригаде Ф. В. Миронова составила 4400 тонн угля. В 1943 и 1944 годах среднемесячная добыча из щитового забоя бригады регулярно увеличивалась и в отдельные месяцы достигала 11 000 тонн угля.
С 1944 года — помощник начальника, затем начальник участка, горный мастер.

## Награды
- Сталинская премия 3-й степени (1943) — за разработку и освоение метода щитовой разработки мощных крутопадающих пластов угля;
- орден Трудового Красного Знамени.